# Gran Premio Jockey Club (Uruguay)
El Gran Premio Jockey Club es una competencia hípica Grupo I para Puras sangre de tres años de edad, como el segundo eslabón de la Triple Corona Hípica de Uruguay. La carrera ocurre en el Hipódromo de Maroñas, Montevideo, Uruguay, en noviembre  de cada año, sobre 2000 metros.